# 백수전대 가오레인저
《파워레인저정글포스》(百獣戦隊ガオレンジャー 하쿠쥬센타이 가오렌쟈[*])는 일본 토에이에서 제작한 25번째 슈퍼 전대 시리즈이자, 21세기의 첫 슈퍼 전대이다. 2001년 2월 18일부터 2002년 2월 10일까지 TV 아사히 계열에서 방영되었다. 미국에서는 2002년 《Power Rangers : Wild Force》라는 제목으로 리메이크되어 방영되었으며, 대한민국에서는 대교방송에서 방영되었고 2010년 7월부터 애니메이션 채널 챔프TV를 통해 《백수전대 가오레인저》의 더빙판인 《파워레인저 정글포스》를 방영하였다.

## 가오레인저
- 시시 카케루 / 가오 레드 (국내명: 레오 / 정글 레드) (24세 (1977년 출생))
- 와시오 가쿠 / 가오 옐로 (국내명: 케이 / 정글 옐로) (23세 (1978년 출생))
- 사메즈 카이 / 가오 블루 (국내명: 쥰 / 정글 블루) (19세 (1982년 출생))
- 우시고메 소우타로 / 가오 블랙 (국내명: 태우 / 정글 블랙) (22세 (1979년 출생))
- 타이가 사에 / 가오 화이트 (국내명: 미니 / 정글 화이트) (17세 (1984년 출생))
- 오오가미 츠쿠마로 / 가오 실버 (국내명: 카리스 / 정글 실버) (1062세 (939년 출생)) (21회부터 등장)

## 파워레인저 정글포스 성우진
- 레오(정글 레드) - 박성태 (극장판: 전광주)
- 케이(정글 옐로) - 위훈 (극장판: 전태열)
- 쥰 (정글 블루) - 현경수 (극장판: 정재헌)
- 태우 (정글 블랙) - 최낙윤 (극장판: 이원찬)
- 미니 (정글 화이트) - 김성연 (극장판: 박신희)
- 카리스 (정글 실버) / 해설 - 김두희 (극장판: 방성준)
- 정글 카이저 - 서원석 (인간의 모습일 때의 이름: 선풍)
- 테톰, 보라 - 이지현 (극장판: 채의진)
- 야바야바 - 박서진 (극장판: 김정은)
- 츠에츠에 - 이재현 (극장판: 김필진)
- 슈텐 - 최한
- 우라 - 홍승표
- 로우키 - 곽윤상
- 라세츠 - 심정민, 이미나
- 센키 - 송준석
- 지나 - 서유리

## 등장 메카

### 파워 애니멀
- 가오 라이온(정글 라이온)
- 가오 이글(정글 이글)
- 가오 샤크(정글 샤크)
- 가오 바이슨(정글 바이슨)
- 가오 타이거(정글 타이거)
- 가오 엘리펀트(정글 엘리펀트)
- 가오 지라프(정글 지라프)
- 가오 베어(정글 베어)
- 가오 폴라(정글 폴라)
- 가오 고릴라(정글 고릴라)
- 가오 라이노(정글 라이노)
- 가오 마지로(정글 아르마딜로)
- 가오 울프(정글 울프)
- 가오 해머헤드(정글 해머헤드)
- 가오 엘리게이터(정글 엘리게이터)
- 가오 디어스(정글 디어스)
- 가오 팔콘(정글 팔콘)
- 가오 레온(정글 레온)
- 가오 콘도르(정글 콘돌)
- 가오 쏘우샤크(정글 쏘우샤크)
- 가오 버팔로(정글 버팔로)
- 가오 재규어(정글 재규어)

### 로봇
- 1호 메카 - 가오 킹(정글 킹)
- 2호 메카 - 가오 머슬(정글 타이탄)
- 3호 메카 - 가오 헌터(정글 헌터)
- 4호 메카 - 가오 이카로스(정글 이카로스)
- 정령 메카 - 가오 갓(정글 카이저)